# Тит Сициний Сабин
Тит Сикций Сабин или Тит Сициний Сабин (на латински: Titus Siccius Sabinus; Titus Sicinius Sabinus; * 520 пр.н.е.; † сл. 480 пр.н.е.) e римски политик от 5 век пр.н.е.

## Биография
Сабин е от патрицианския и плебейския род Сицинии (Sicinia) и се води, за да не се сбърква като Сициний (Sicinius). През 487 пр.н.е. той е консул заедно с Гай Аквилий и се бие против волските. След това вероятно празнува триумф, а Гай Аквилий празнува овация за победа срещу херниките.
Около 480 пр.н.е. той се бие против вейините като легат на консулите Марк Фабий Вибулан и Гней Манлий Цинцинат.